# 三一律 (戲劇)
三一律是義大利新古典主義時期戲劇學者洛多维科·卡斯泰尔韦從亞里士多德的詩學中提取並教條化的三條準則：
1. 時間的一致：一齣戲的時間幅度應在一天之內
2. 地點的一致：地點不應變換
3. 動作的一致：情節上不允許其他支線情節存在。

亞里斯多德的提出「三一律」理論的初衷在於描述一種客觀的形式，而非規定一種理想狀態。